# Alexandra Duff

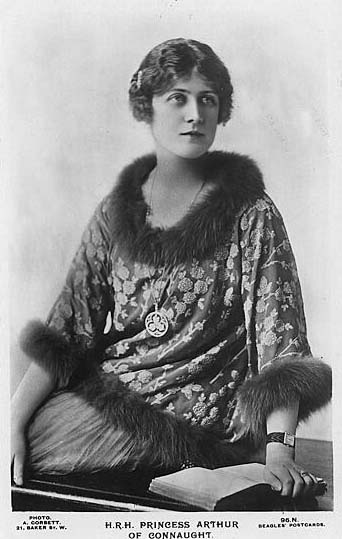
Prinses Alexandra

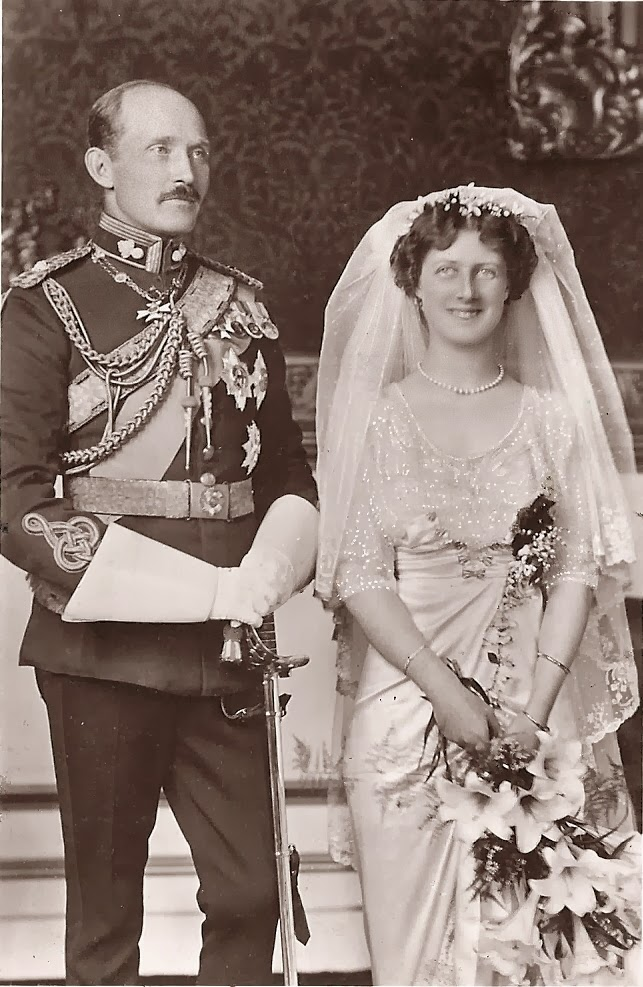
Prinses Alexandra en haar echtgenoot Arthur

Alexandra Victoria Alberta Edwina Louise Duff (Richmond upon Thames, 17 mei 1891 – Londen, 26 februari 1959) was als kleindochter van koning Edward VII van het Verenigd Koninkrijk lid van het Britse koninklijk huis. Zij en haar zus Maud hadden als kleindochters van een Brits vorst in vrouwelijke lijn geen recht op een koninklijke titel maar kregen van hun grootvader de titel prinses en de aanspreektitel “Hoogheid”.

## Jeugd
Alexandra was het oudste kind van Alexander Duff en prinses Louise van het Verenigd Koninkrijk, dochter van de Britse koning Eduard VII. Bij haar geboorte was ze vierde in lijn voor troonopvolging. Als kleindochter in vrouwelijke lijn van een Brits monarch had Alexandra geen recht op de titel prinses, maar kreeg ze de naam Lady Alexandra Duff, als dochter van een hertog. Haar vader had zijn hertogelijke titel twee dagen na zijn huwelijk met haar moeder gekregen. Toen later bleek dat haar ouders geen zoon zouden krijgen (ze hadden later nog een dochtertje, Maud, gekregen), kreeg haar vader een tweede titel van Hertog van Fife die ook over kon gaan op een dochter bij gebrek aan een mannelijke erfgenaam.
In 1905 werd Alexandra’s moeder tot Princess Royal benoemd door koning Eduard VII. Ook besloot hij dat Alexandra en haar zusje Maud de titel “Prinses” en de aanspreektitel “Hoogheid” zouden krijgen. Zonder verdere toevoeging. Vanaf dat moment ging Alexandra dus door het leven als Hare Hoogheid Prinses Alexandra.
In december 1911 leed Alexandra’s familie schipbreuk voor de kust van Marokko, terwijl zij op weg waren naar Egypte. Ze bleven allemaal ongedeerd, maar Alexander kreeg pleuritis, waarschijnlijk als gevolg van de schipbreuk. Hij stierf in Aswan, Egypte, op 12 januari 1912. Prinses Alexandra volgde vervolgens haar vader op als de tweede hertogin van Fife en gravin van Macduff.

## Huwelijk en gezin
Rond 1910 had Alexandra een relatie met prins Christoffel van Griekenland, de jongste zoon van koning George I. Hij was tevens familie; haar grootmoeder was de oudere zus van zijn vader. Alexandra en Christoffel verloofden zich. De verloving werd echter verbroken, toen hun ouders achter de verbintenis kwamen en die afkeurden. 
Prinses Alexandra trouwde uiteindelijk op 15 oktober 1913 met prins Arthur van Connaught, een kleinzoon in mannelijke lijn van koningin Victoria. Na haar huwelijk werd naar Alexandra verwezen met de titels van haar man: “Hare Koninklijke Hoogheid Prinses Arthur van Connaught”, ondanks haar eigen titels. Het paar kreeg een zoon: Alastair (1914-1943).

## Verdere levensloop
Alexandra en Arthur traden regelmatig op namens Alexandra’s oom, koning George V, en later haar neef, koning George VI. Alexandra diende ook als regentes tussen 1937 en 1944, waarvoor ze namens de vorst optrad tijdens diens afwezigheid in het land.
Tijdens de Eerste Wereldoorlog diende de prinses als zuster in het St. Mary’s Hospital in Paddington. Toen haar man werd aangesteld als gouverneur-generaal van de Unie van Zuid-Afrika in 1920, vergezelde ze hem naar Pretoria, waar ze werkte voor een aantal plaatselijke ziekenhuizen. Bij hun terugkeer in Engeland nam ze nog regelmatig verplichtingen waar namens de vorst. Ze stierf uiteindelijk in 1959 in haar huis in Londen. 
Hun zoon was al in 1943 overleden, een jaar nadat hij zijn grootvader Arthur was opgevolgd als hertog van Connaught en Strathearn. Het hertogdom Fife ging daarom over op haar neef James Carnegie, de enige zoon van haar zus Maud.

## Titels
- Lady Alexandra Duff (1891-1905)
- Hare Hoogheid Prinses Alexandra (1905-1912)
- Hare Hoogheid De Hertogin van Fife (1912-1913)
- Hare Koninklijke Hoogheid Prinses Arthur van Connaught (1913-1959)